# 反斜线
反斜线或反斜杠（\），是一种主要用于编写计算机程序的专门符号。其Unicode编号为U+005C，HTML中代码是&#92;。
注意：符号“/”称为斜線、斜线号、斜杠或前斜线，应予以区分。

## 历史
根据计算机科学家鲍勃·比默介绍称，反斜线是由他于1961年在IBM工作时首先引入ASCII码的。在ALGOL中，“/\”和“\/”这种斜线加上反斜线的形式被用来分别表示“∧”和“∨”这两个布尔运算符。这两种运算符在早期由UnixV6及V7和其后2.11BSD支持下的C语言中均有包括。

## 使用

### 程序语言
在许多程序语言，如C语言、Perl、PHP和Unix脚本语言中，反斜线用来表示紧随其后的字符应被特殊处理，也就是转义字符。许多正则表达式语言都会将它视为字面意义和元字符之前的切换。例如\n是換行，\0是空字符，它們表示的实际上都是一个字符（char）。
在某些程序语言的命令行中，例如在linux中,反斜线常被放在一行的末尾用来指示编译器忽略其后的换行符，使得下一行会被当做同一行语句。这种情况下，反斜线作为一个强制换行符，将代码拆解成“连续行”。GNU make手册中写道：“我们用反斜线来将过长的命令行拆分成两行；它通常在一句过长的命令行中使用，使其更容易阅读。”

### 操作系统
MS-DOS 1.0版本最初在1981年发布时并不支持目录结构。当时大批由IBM开发的DOS工具都使用正斜线作为命令行参数的起始符号，例如“DIR /W”指令会以宽列表格式选项执行DIR命令。1983年，MS-DOS 2.0开发时引入了目录系统，并采用了与Unix相似的分层方式。然而Unix系统中用作路径分层的“/”在DOS上已被占用，为了与DOS 1.0保持兼容，微软的开发者们不得不选用了与其视觉上相近的“\”。
Windows操作系统继承了MS-DOS的这一用法并且两种斜线的表示方法都可以被支持，用户如果输入了由正斜线表示的目录仍然可以跳转到正确的目录下。但是在个别的系统程序或应用中只接受反斜线的目录。

### 希臘字母
在一些數學軟件（如MATLAB）和維基百科上，可以使用反斜线輸入希臘字母。\pi會轉成{\displaystyle \pi }，\lambda會轉成{\displaystyle \lambda }。

### 替代
在日文编码时，在日文版本的ISO 646（基于ASCII整合的7位编码标准）、JIS X 0201（8位编码标准）以及Shift JIS（兼容ASCII多位编码标准）中，ASCII里用来表示反斜线的码位0x5C被日元符号“¥”取代。而计算机程序在许多环境下仍然会将该编码视为反斜线，由此造成了很多混淆，尤其是在MS-DOS的文件名中。由于这一现象的相当普遍，时至今日仍然有一些Unicode字体，例如日文黑体MS Mincho会将反斜线渲染成“¥”，所以在这些字体中Unicode字符00A5（¥）和005C（\）看起来是一样的。同样的，许多ISO 646其他语言版本也将“\”替换成了其他符号，如“₩”（韩文）、“Ö”（德文、瑞典文）、“Ø”（丹麦文、挪威文）、“ç”（法文）和“Ñ”（西班牙文），它们均会导致同样的问题。由于不是所有的字符集和键盘布局上都包括反斜线，ANSI C标准支持将其转录成三字符组“??/”。RFC 1345则建议如果反斜线不可用则将其转录为“//”。